# Hyptidendron
Hyptidendron  é um gênero botânico da família Lamiaceae

## Espécies
| - Hyptidendron amethystoides - Hyptidendron arboreum - Hyptidendron arbusculum - Hyptidendron asperrimum - Hyptidendron asperrrimum - Hyptidendron canum - Hyptidendron caudatum - Hyptidendron claussenii - Hyptidendron conspersum | - Hyptidendron dictiocalyx - Hyptidendron glutinosum - Hyptidendron leucophyllum - Hyptidendron rhabdocalyx - Hyptidendron rondonicum - Hyptidendron unilaterale - Hyptidendron vauthieri - Hyptidendron vepretorum |

## Nome e referências
Hyptidendron R.M. Harley, 1988